# Deutsche Gesellschaft für Philosophie
La Deutsche Gesellschaft für Philosophie ("Società Tedesca per la Filosofia"), abbreviato come DGPhil, precedentemente chiamata Allgemeine Gesellschaft für Philosophie in Deutschland ("Società Generale per la Filosofia in Germania"), è l'associazione dei filosofi che svolgono attività di ricerca e insegnamento nelle università e nelle scuole dei Paesi di lingua tedesca e di tutti coloro che desiderano partecipare alla vita intellettuale filosofica tedesca. 
La fondazione fu un'iniziativa di Georgi Schischkoff in occasione del Primo Congresso dei Filosofi Tedeschi svoltosi a Garmisch-Partenkirchen nel 1947. Il 25 settembre 2002, l'Assemblea generale dei soci deliberò di cambiare il nome in Deutsche Gesellschaft für Philosophie e. V. La Società ha sede a Lipsia; l'ufficio si trova a Jena.

## Obiettivi e compiti
Gli obiettivi statutari sono quelli di interessare un ampio numero di persone all'attività filosofica e di permettere loro di partecipare ai suoi risultati, di rappresentare gli interessi della filosofia nelle università e nelle scuole e di promuovere lo scambio di risultati scientifici nel campo della filosofia attraverso un Forum annuale per la filosofia e il Congresso tedesco per la filosofia, che si svolge ogni tre anni. 
I compiti della DGPhil comprendono anche la rappresentanza dei filosofi tedeschi nella Federazione internazionale delle società di filosofia (FISP) e il rafforzamento della cooperazione con le organizzazioni nazionali estere.

## Organizzazione
L'organizzazione è gestita da un consiglio di amministrazione composto dal presidente, dal direttore generale e dal tesoriere. Il consiglio direttivo è coadiuvato da un comitato allargato, che intende rappresentare i vari campi di lavoro e approcci della filosofia. 
L'Assemblea generale si riunisce di solito ogni tre anni in occasione dei Congressi tedeschi per la filosofia. Essa elegge il Comitato esecutivo ed è responsabile della modifica degli statuti.
La DGPhil conta più di 2.600 membri, il cui numero aumenta di circa 200 unità all'anno. Tra i membri vi sono oltre 20 associazioni filosofiche con compiti e specializzazioni diverse; numerose case editrici filosofiche sono legate alla DGPhil attraverso l'adesione personale, per lo più di personale senior. Esistono vari gruppi di lavoro specializzati (FAG). Inoltre, è affiliato l'Arbeitsgemeinschaft philosophischer Editionen (gruppo di lavoro sulle edizioni filosofiche).

## Comunicazione
La società pubblica la rivista trimestrale digitale gratuita Mitteilungen der Deutschen Gesellschaft für Philosophie (dal 1918) e gestisce un sito web all'indirizzo www.dgphil.de, che comprende una panoramica di tutti i corsi di laurea in filosofia nei Paesi di lingua tedesca e un calendario completo degli eventi. 
I membri vengono informati via e-mail degli eventi e dei bandi di concorso e ricevono allo stesso modo gli annunci di lavoro più rilevanti.

## Presidenti
Si riporta di seguito l'elenco dei presidenti:
- 1947: Paul Menzer Presidente del I Congresso dei filosofi tedeschi a Garmisch-Partenkirchen
- 1948: Fritz-Joachim von Rintelen Presidente del II Congresso dei filosofi tedeschi a Magonza
- 1950: Helmuth Plessner Presidente del III Congresso dei filosofi tedeschi a Brema, dove è stato eletto primo presidente della Società generale di filosofia in Germania, fondata in occasione di questo congresso.
- 1957–1962: Helmut Kuhn
- 1962–1968: Hans-Georg Gadamer
- 1969–1975: Kurt Hübner
- 1975–1978: Hermann Lübbe
- 1978–1984: Wolfgang Kluxen
- 1984–1987: Odo Marquard
- 1988–1990: Herbert Schnädelbach
- 1990–1993: Hans Lenk
- 1994–1996: Hans Poser
- 1997–1999: Jürgen Mittelstraß
- 1999–2002: Wolfram Hogrebe
- 2003–2005: Günter Abel
- 2006–2008: Carl Friedrich Gethmann[2]
- 2009–2011: Julian Nida-Rümelin[3]
- 2012–2014: Michael Quante[4]
- 2015–2017: Dominik Perler[5]
- 2018–2021: Gerhard Ernst[6]
- dal 2022: Reinold Schmücker[7]

## Associazioni professionali membri della DGPhil
- Argentinisch-Deutsche Gesellschaft für Philosophie
- Chilenisch-Deutsche Gesellschaft für Philosophie
- Deutsche Gesellschaft für Ästhetik
- Deutsche Gesellschaft für französischsprachige Philosophie (DGFP)
- Deutsch-Polnische Gesellschaft für Philosophie
- Deutsch-Ungarische Gesellschaft für Philosophie
- Europäische Gesellschaft für frühneuzeitliche Philosophie (ESEMP)
- Fachverband Ethik
- Fachverband Philosophie
- Gesellschaft für antike Philosophie
- Gesellschaft für Interkulturelle Philosophie
- Gesellschaft für Philosophie des Mittelalters und der Renaissance
- Internationale Assoziation von Philosophinnen
- Internationale Ludwig-Wittgenstein-Gesellschaft
- Internationale Schelling Gesellschaft
- Kant-Gesellschaft
- Max Scheler Gesellschaft
- Philosophische Gesellschaft in Bremen
- Schopenhauer-Gesellschaft
- Spinoza-Gesellschaft
- Zeitschrift für philosophische Forschung